# ريتشارد كونينغهام
ريتشارد كونينغهام هو سياسي كندي، ولد في 14 سبتمبر 1748 في Roscommon ‏ في جمهورية أيرلندا، وتوفي في 20 أكتوبر 1823 في Antigonish Harbour ‏ في كندا. انتخب عضو مجلس نواب نوفا سكوشا.